# Sidi Bennour
Pour les autres significations, voir Sidi Bennour (homonymie).
Sidi Bennour ( Berbère : ⵙⵉⴷⵉ ⴱⵏⵏⵓⵕ, Arabe : سيدي بنُّور, "Cheikh soufi") également appelée Doukkala et Tlat Sidi Bennour, est une ville marocaine de l'ouest du pays appartenant à la province de Sidi Bennour et a  55 815 habitants ( recensement de la population ) (2014). C'est la capitale de la région Doukkala-Abda. Sidi Bennour est située à environ 67 km au sud d'El Jadida, à 120 km au nord-ouest de Marrakech, à environ 100 km à l'est de Safi et à 210 km au sud-ouest de la capitale marocaine Rabat.

## Origine du nom
Le nom de la province trouve son origine dans le nom d’Abou Yannour Abdellah Ben Wakris Douli un saint musulman enterré à la sortie de la ville.

## Démographie
La population de la ville est estimée à 40 000 habitants (2004).

## Économie
L'économie de la région s'articule principalement autour de l’agriculture : l’élevage bovin et la production agricole. La région est le premier fournisseur d’El-Jadida, de Marrakech, de Casablanca et d’Agadir en légumes et en viande, avec un des plus grands marchés hebdomadaire au Maroc « souk Tlat Sidi Bennour », qui se tient tous les mardis.
La ville possède la plus grande sucrerie du royaume Cosumar.

## Réseau Routier
La route nationale N7 relie la ville El Jadida à celle de Marrakech.

## Éducation
Collèges publics :
- Fatima Ezzahraa
- Homan Fetouaki
- Mokhtar Soussi

Collèges privés :
- Benzekri privé
- Slimani privé
- College kaoutar badaoui
- groupe scolaire I Tarraji privé
- Il katani privé
- al ansar privé

Lycées publics :
- Lycée Sidi Bennour
- Imam El Ghazaly
- 30 juillet

Lycées privés :
- Slimani privé.
- benzekri privé
- al ansar privé

L'école première publique :
- Tarik Ibn Ziade
- Ibn batouta
- Abou Obaida Il jarrah
- Tabarri
- Zarktouni
- Abi Dare Il Raffari
- 20 août

## Personnalités liées à Sidi Bennour
- Fatna Bent L'Houcine, chanteuse de chaâbi marocain née en 1935 et morte en 2005 à Sidi Bennour[3],[4].
- Khadija El Kamouny, ingénieure et manager de projets à la fondation MAScIR, nommée membre de la commission spéciale du modèle de développement par le roi Mohammed VI.

## Clubs
Fath Sidi Bennour et Amal sont les clubs de football qui représentent la ville de Sidi Bennour.
- « Fath Sidi Bennour de basket-ball » (f.s.b) est le seul club de basket de la ville.

## Divers
Près de Sidi Bennour on trouve plusieurs communautés résidentielles de paysans appelés « edouawer, الدواور », avec notamment : Douar Oled Taleb, Douar Lkouaoula, Ouled Mansour… C'est à Douar Oled Taleb que s'est implantée une initiative très ambitieuse d'agriculteurs, la coopérative agricole ALFALAH. L'un des membres de la coopérative a également pour ambition d'inciter les autres participants à produire de l'huile de figuier de Barbarie.
La coopérative agricole ALFALAH a lancé une initiative au profit des producteurs de lait les incitant à se regrouper afin de diminuer le temps de collecte du lait, produit particulièrement sensible à la pollution, pour un meilleur rendement
.